# Steganacarus desmeti
Steganacarus desmeti är en kvalsterart som beskrevs av Wojciech Niedbała 1988. Steganacarus desmeti ingår i släktet Steganacarus och familjen Phthiracaridae. Inga underarter finns listade i Catalogue of Life.